# X25
X25 är arbetsnamnet på den nya motorvagnstyp som Trafikförvaltningen på Region Stockholm avser att köpa in till SL:s trafik på Saltsjöbanan.

## Upphandling och tidsplan
Trafiknämnden beslutade 19 december 2023 att inleda genomförandefasen för att köpa in 16 stycken nya motorvagnar
, förslaget godkändes redan i början av 2020.  Produktion och fordonstester av de nya vagnarna planeras äga rum mellan 2025 och 2027 och de kommer att tas i trafik år 2028.
Året därpå kommer de helt att ha ersatt de äldre tågen som idag körs på Saltsjöbanan.

## Tekniska fakta
X25 föreslås bli 35 meter långa och skall ingå i tåg om 1–3 vagnar. Vagnarna skall utnyttja Saltsjöbanans tillåtna bredd på drygt 3250 mm, vilket nuvarande ombyggda tunnelbanevagnar inte gör (2800 mm). Det gör att de nya tågen kommer att bli bredare.
Vagnarna skall klara av att drivas på såväl 750 V som 1500 V likström. Saltsjöbanans nuvarande driftspänning är 750 V likström och en framtida höjning av driftspänningen kommer att möjliggöra bättre prestanda när nuvarande vagnpark har fasats ut helt. 
De nya vagnarna kommer att bidra till ökad tillgänglighet ombord för resenärerna, exempelvis för personer med funktionsnedsättning eller resande med barnvagn. Även komforten och ljudmiljön förbättras, liksom tillgången till tydlig trafikinformation via elektroniska skyltar. De nya vagnarna förväntas dessutom medföra en tystare och mer trivsam bullermiljö längs hela Saltsjöbanan.

## Utbyggnad av depå
Neglingedepån byggs ut för att få plats med de nya vagnarna. En ny verkstadshall kommer att byggas med moderna underhållsplatser och tillhörande lokaler. Den befintliga depåbyggnaden kommer att anpassas för att kunna hantera underhåll av de nya vagnarna.